# Another Cinderella Story
Another Cinderella Story is een film uit 2008 onder regie van Damon Santostefano. De film is gebaseerd op de film A Cinderella Story (2004) en is net zoals de voorganger een moderne vertelling van Assepoester. De film verscheen in de Verenigde Staten op 16 september 2008 als direct-naar-video.

## Verhaal
Na de dood van haar moeder neemt de baas van haar moeder Mary in dienst. Hier wordt ze constant dwarsgezeten door haar stiefzussen Britt en Bree en ook haar stiefmoeders nare persoonlijkheid helpt niet mee. Op een gemaskerd bal leert ze de zanger Joey Parker kennen. Ze dansen samen, maar wanneer de klok twaalf uur slaat, moet Mary weer naar huis. Van haar stiefmoeder mocht ze niet weg. Het enige wat Joey nog van zijn danspartner heeft, is de Mp4-speler die ze liet vallen toen ze wegging.
Joey wil weten wie zijn mysterieuze danspartner was en besluit een zoekactie te houden. Degene die de eerste drie nummers op de Mp4 weet, is degene die hem verloren is. Ieder meisje probeert de nummers te raden, maar Mary zegt niet dat hij van haar is. Intussen wordt de stiefmoeder door de eigenaresse van de dansacademie gebeld. Mary mag auditie komen doen, maar de stiefmoeder meldt dat Mary haar beide benen gebroken heeft.
Op het feest van de stiefzussen van Mary, vertelt ze Joey dat zij degene was die met hem heeft gedanst. De stiefzussen hadden gedreigd een oude video te verspreiden, waarin Mary helemaal los gaat op een nummer van Joey. Ze verspreiden een oude video van Mary. Joey vindt het helemaal niet erg en gaat op een date met Mary.
De ex-vriendin van Joey vindt dat niet leuk en doet alsof ze nog steeds met hem is. Het loopt fout tussen Mary en Joey. Joey vindt dat heel erg en spreekt af met Mary’s beste vriendin Tami, dat ze naar de danswedstrijd moet komen. Mary wordt door haar beste vriendin Tami overgehaald om mee te doen aan een danswedstrijd die Joey georganiseerd heeft om het perfecte meisje voor zijn nieuwe videoclip te vinden. Als Joey ziet dat Mary er is, haalt hij haar over om op het podium te gaan en met hem te dansen. Uiteindelijk loopt alles goed af en mag Mary in zijn nieuwe videoclip dansen. Bovendien wordt Mary alsnog toegelaten op de dansacademie.

## Rolverdeling
- Selena Gomez - Mary Santiago (Assepoester)
- Andrew Seeley - Joey Parker
- Jane Lynch - Dominique Blatt
- Jessica Parker Kennedy - Tami
- Emily Perkins - Britt
- Katharine Isabelle - Bree

## Filmmuziek
- Tell Me Something I Don’t Know - Selena Gomez
- New Classic - Drew Seeley & Selena Gomez
- Hurry Up & Save Me - Tiffany Giardina
- Just That Girl - Drew Seeley
- Bang A Drum - Selena Gomez
- 1st Class Girl - Marcus Paulk, featuring Drew Seeley
- Hold 4 You - Jane Lynch
- Valentine’s Dance Tango - The Twins
- No Average Angel - Tiffany Giardina
- Don’t Be Shy - Small Change, Lil’ JJ en Chani
- X-Plain it to My Heart - Drew Seeley
- New Classic (Live Performance)- Drew Seeley & Selena Gomez
- Another Cinderella Story - Score Suite - Opgetreden en geschreven door John Paesano